# John Grisham
John Ray Grisham Jr. (Jonesboro, Arkansas, 8 de fevereiro de 1955), é um escritor estadunidense. É o sexto escritor mais lido nos Estados Unidos da América, segundo a Publishers Weekly. Ao redor do mundo, o autor já vendeu mais de 300 milhões de exemplares, com títulos traduzidos para mais de 40 idiomas, sempre figurando nas listas dos mais vendidos, nove dos quais foram transformados em filmes.

## Biografia
É ex-político e advogado aposentado. Incentivado por sua mãe, desenvolveu cedo o hábito da leitura e se tornou um admirador das obras de John Steinbeck, prêmio Nobel de literatura em 1962, e autor do clássico As Vinhas da Ira.
Escolheu o Direito como área de atuação, tornando-se advogado especializado em defesa criminal e processos por danos físicos. Escrevia nas horas em que o seu trabalho lhe permitia, e logo publicou seu primeiro livro, Tempo de Matar, em 1989.
Seus livros giram sempre em torno de questões de advocacia, e geralmente criticam nuances do sistema judiciário americano e das grandes firmas de direito.
Desde maio de 1998 a Universidade do Estado do Mississippi possui uma sala de leitura com o seu nome.
Em 2006 figurou na Top 100 Celebrites da revista Forbes.
Vive com sua esposa, Renée, com quem é casado desde 1981 e com quem tem dois filhos, Ty e Shea.
É o sexto escritor com mais livros vendidos na década de 2000, segundo a Nielsen BookScan. Ganhou 18 milhões de euros em 2015.
Foi eleito pela Publishers Weekly como o escritor dos anos 1990. Seu livro, O Dossiê pelicano obteve uma vendagem de 11.232.480 cópias somente nos Estados Unidos.
Após envolver-se durante anos com o gênero ficção, Grisham lançou em 2006 o primeiro livro baseado em fatos reais, The Innocent Man. Segundo o autor, o título traz uma crítica às falhas do sistema e da pena de morte.

## Brasil
Evangélico batista tradicional, visitou durante anos o Pantanal, compondo a junta de missionários enviados por sua igreja, nos Estados Unidos. No estado de Mato Grosso do Sul, eles ajudaram as igrejas locais e construíram uma quadra esportiva em Corumbá. Da aproximação com o Brasil nasceu O Testamento,[carece de fontes?] que trata de uma disputa entre herdeiros de um bilionário americano, envolvendo ambientações no pantanal matogrossense e costurada por  "drama espiritual" vivido pelo personagem chamado Nate. Grisham também situou boa parte do seu romance "O Sócio" em cidades brasileiras, notadamente Ponta Porã e Rio de Janeiro, citando várias outras e atribuindo na trama, destaque a uma personagem brasileira.